# Arrest Blaauboer/Berlips
Het arrest Berlips/Blaauboer (HR 3 maart 1905, ECLI:NL:HR:1905:1, W. 8191) is een arrest van de Nederlandse Hoge Raad dat betrekking heeft op het derdenbeding van artikel 1354 BW (oud).

Artikel 1354. Men wordt voorondersteld bedongen te hebben voor zich zelven, en voor zijne erfgenamen en rechtverkrijgenden, ten ware het tegendeel uitdrukkelijk bepaald zij, of uit den aard der overeenkomst mogt voortvloeijen.

Essentie:
De uitdrukking "bedongen hebben" in artikel 1354 BW  (tegenwoordig art. 6:251 BW) omvat niet het zich verbonden hebben.

## Casus
Blaauboer, makelaar in Amsterdam en Kloots, aannemer, hebben in 1881 op een openbare veiling elk een bouwkavel gekocht van de gebroeders Berlips. Tussen deze twee percelen kwam een weg op een strook grond die eigendom bleef van de gebroeders Berlips. In de veilingvoorwaarden was bepaald dat de verkoper (gebroeders Berlips) deze weg zou verhogen en bestraten.
Met de veilingakte waren ook de veilingvoorwaarden ingeschreven bij het Kadaster. De betreffende weg is in 1887 verkocht aan weduwe Maks. Volgens Berlips rust de verplichting om de weg te bestraten op de nieuwe eigenaar. Blaauboer en de rechtsopvolger van Kloots eisen schadevergoeding van Berlips, omdat er anno 1902 nog steeds geen straat is aangelegd. Berlips zegt dat de eisers niet bij hem maar bij weduwe Maks moeten zijn.

## Rechtsvraag
De Hoge Raad overwoog:

dat (...) moet worden beantwoord de vraag of eene verbintenis aangegaan door den eigenaar van een onroerend goed met betrekking tot dat goed [i.c. de verplichting van Berlips om een weg te bestraten, red.] overgaat op hem, aan wien hij den eigendom daarvan krachtens verkoop overdraagt, met het gevolg, dat hij die de verbintenis heeft aangegaan, daarvan wordt ontheven;

## Procesgang
Blaauboer is eiser.
Berlips is verweerder, en algemeen erfgenaam van zijn overleden broer. Van Aalst, weduwe en rechtsopvolger van Kloots, is medeverweerder.
De vordering is door de rechtbank afgewezen. De eisers zijn niet-ontvankelijk verklaard.
Dit vonnis is in hoger beroep door het hof bekrachtigd.
Het arrest van het hof is in cassatie vernietigd, terwijl de zaak is terugverwezen naar het hof.

### Rechtbank en hof
Berlips is door de rechtbank en het hof in het gelijk gesteld. De rechtbank nam aan dat de verbintenis om de weg te bestraten was overgegaan op de nieuwe eigenaar van de weg. Zo'n kwalitatieve verplichting was tot 1905 gevestigde rechtspraak.
De rechtbank overwoog:

dat de verbintenis, door de Gebr. Berlips aangegaan, is eene persoonlijke verbintenis, maar, als aangegaan met het oog op een bepaald onroerend goed, in hare werking in zooverre gelijkt op een zakelijk recht, dat zij, bij vervreemding van dat goed door den verbondene, op den verkrijger daarvan overgaat,

### Hoge Raad
Op voorspraak van de procureur-generaal gaat de Hoge Raad "om".
De verbintenis om de weg te bestraten is een persoonlijke verbintenis waar Berlips nog steeds aan gebonden is. Artikel 1354 BW slaat niet op deze verplichting, "bedingen" betekent niet zich verbinden.
De Hoge Raad overwoog:

dat eindelijk bevrijding van eene persoonlijke verbintenis door overgang van deze op een anderen schuldenaar niet anders mogelijk is dan met medewerking of toestemming van den schuldeischer, die aan de overeenkomst recht ontleent ten aanzien van hem, met wien hij die overeenkomst sloot, en dientengevolge ook op diens goederen, en wien, buiten zijne toestemming die schuldenaar die waarborg niet kunnen worden onttrokken;

O. echter, dat uit een en ander de onjuistheid van 's Hofs beslissing niet zoude volgen, indien overgang van verbintenis op den nieuwen eigenaar kon worden aangenomen op grond van art. 1354 BW;

dat dit evenwel niet het geval is, omdat de uitdrukking van dat artikel "bedongen hebben" niet omvat het zich verbonden hebben; (...)

dat (...) mitsdien [Berlips] door den verkoop en de overdracht van den weg niet van zijn persoonlijke verbintenis werd bevrijd,

## Conclusie
Dit arrest is een standaardarrest wat betreft een derdenbeding, dat is een beding dat rechten toekent aan een persoon die geen partij is bij een overeenkomst.
Je kunt in een overeenkomst iets bedingen ten gunste van een derde, maar niet een derde binden zonder diens toestemming.
De contractuele verplichting om de weg te bestraten blijft rusten bij de oude eigenaar van het stuk grond. Zodoende maakt de Hoge Raad een duidelijke scheiding tussen absolute en relatieve rechten, oftewel zakelijke en persoonlijke rechten. De koper van het stuk grond waar de weg op zou moeten komen heeft niets te maken met de verplichtingen die zijn voorganger op zich genomen heeft.

## Vervolg
Het kettingbeding bood een nieuwe oplossing voor een in de rechtspraktijk gevoelde behoefte aan een kwalitatieve verplichting die een onroerende zaak volgt.